# Gonodes aroensis
Gonodes aroensis är en fjärilsart som beskrevs av William Schaus 1904. Gonodes aroensis ingår i släktet Gonodes och familjen nattflyn. Inga underarter finns listade i Catalogue of Life.